# Тара Вестовер
Тара Вестовер (27 вересня 1986) — американська мемуаристка, публіцистка та історикиня, авторка міжнародного бестселера спогадів Educated («Освічена»).

## Біографія
Вестовер народилася в маленькому провінційному містечку Кліфтон в штаті Айдахо (населення 259). Її батьки були мормонами, вели самодостатній спосіб життя і скептично ставилися до освіти, лікарів і лікарень та федерального уряду. В результаті Вестовер народилася вдома за допомогою повитухи, в дитинстві вона ніколи не відвідувала лікаря або лікарню. Її батько, з ідеологічних міркувань, забороняв звертатися до лікарів (забороняв використовувати навіть ліки з аптек), що означало, що Вестовер і її брати і сестри не були прийняті лікарем навіть за травм, отриманих під час роботи на автозвалищі їх батька. Замість цього, діти лікувалися вдома їхньою матір'ю, яка вивчала траволікування та інші методи нетрадиційного лікування. Через такий спосіб життя сім'ї, Вестовер не була зареєстрована офіційно і свідоцтво про народження отримала у дев'ять років, і ні вона, ні її батьки не були впевнені в точній даті її народження.
Як і її брати і сестри, Вестовер освіту отримала вдома, але пише, що дитиною вона відчувала, що нею майже не займалися. Старший брат навчив її читати, але після того її освіта була безсистемною. Через релігійні вірування батька, разом з братами та сестрами вона вивчала писання Церкви Ісуса Христа Святих останніх днів. Вона ніколи не була присутня на лекціях, ніколи не писала письмовий твір і ніколи не складала іспитів. Протягом декількох років у неї в будинку було кілька підручників, які вона могла використовувати, щоб займатися самонавчанням. Незважаючи на це, вона вдячна своїм батькам за те, що вони навчили її думати і вчитися — зокрема, як займатися самонавчанням.
Підлітком Тара почала хотіти увійти у великий світ та вступити до коледжа. Вона придбала підручники і почала вчитися самостійно, щоб отримати хороші результати на іспиті ACT. Вона змогла вступити до Університет Брігама Янга та отримати стипендію, хоча не мала атестата про середню освіту. Після важкого першого року, у якому Вестовер намагалась звикнути до науковців і до академічного суспільства, вона стала добре вчитися і закінчила його 2008 року з відзнакою.
Згодом вона здобула ступінь магістра в Трініті-коледжі університету Кембриджа на стипендію Білла Гейтса, і була запрошена науковою співробітницею до Гарвардського університету в 2010 році. Вона повернулася до Кембриджського університету, у якому отримала докторський ступінь в області інтелектуальної історії в 2014 році.
У 2011 році від Тари (в той час вона була студенткою в Кембриджі) відмовилася її сім'я (батьки і кілька братів і сестер). Відчуження, і її незвичайний шлях, щоб отримати університетську освіту, описуються в її книзі мемуарів Освічена, які вийшли у 2018.
Восени 2019 року Вестовер стала письменницею-резиденткою програми ім. А. М. Розенталя в Центрі Шоренштейна при Гарвардській школі Кеннеді. Була обрана старшою науковою співробітницею Гарвардської школи Кеннеді при Гарвардському університеті на весну 2020 року.
Також Вестовер писала для The New York Times та BBC News.
Вестовер живе в Лондоні.

## Освічена: Мемуари
У 2018 році, Вестовер опублікувала книгу Освічена: мемуари, де розповіла історію своєї боротьби — спробувати примирити своє прагнення до освіти і самостійності із суворою ідеологією своєї сім'ї. Книга миттєво стала Нью-Йорк Таймс бестселер #1, і отримала позитивні відгуки від журналу Нью-Йорк Таймс, The Atlantic Monthly, USA Today, Vogue, і The Economist.
У серпні 2018 року, колишній президент Барак Обама включив Освічену до свого щорічного списку книжок для літнього читання, називаючи її «чудовою», а 4 грудня Освічена була визнана № 1 серед книг 2018 року в категорії мемуари та автобіографії (нагорода Goodreads Choice Awards). На тому ж тижні, Нью-Йорк Таймс назвав Освічену однією з 10 найкращих книг 2018 року. Також книгу рекомендував Білл Гейтс, який поставив її на перше місце в Топ-5 книг 2018 року. Крім того, він ще й записав інтерв'ю із Тарою, яке потім виклав у ютуб.
Станом на 29 листопада 2018 року, Освічена залишилася в списку бестселерів Нью-Йорк Таймс упродовж 40 тижнів і перекладена 30 мовами.
Через свого адвоката, в сім'ї не заперечують деякі елементи книги Тари Вестовер, в тому числі стверджують, що її батько був шизофреніком і що її мати перенесла травму головного мозку, що призвело до зниження моторики. Вони також відзначають, як і Тара в своїй книзі, що сім'я має успішний бізнес із 30 співробітниками і автоматизованою складальною лінією, і що два її рідних брата також отримали ступінь PhD.

## Нагороди та відзнаки
Книга Вестовер принесла їй кілька нагород та інших визнань.
- Американська асоціація книготорговців назвала її книгою року
- Фіналіст премії Джона Леонарда від National Book Critics Circle
- Фіналіст премії за автобіографію від Національного кола книжкових критиків
- Фіналіст LA Times Book Prize у номінації біографії
- Фіналіст PEN/American Jean Stein Award
- Фіналіст премії Американської асоціації книготорговців «Аудіокнига року»
- Фіналіст премії Barnes & Noble Discover Great Writers Award
- Одна з 10 найкращих книг 2018 року за версією New York Times
- У лонг-лісті номінантів на медаль Карнеґі за видатні досягнення
- Лауреат нагороди Goodreads Choice Award за автобіографію
- Лауреат Audie Award за автобіографію/мемуари
- Премія Алекс від Американської бібліотечної асоціації
- Американська бібліотечна асоціація назвала її «дивовижною аудіокнигою для молоді».
- Найкраща книга 2018 року за версією редакції Amazon[33]
- Найкращі мемуари року за версією Apple
- Найкращі мемуари року за версією Audible
- Найкраща книга року за версією Hudson Group
- Вибір президента Барака Обами для літнього читання та його список улюблених книг року[24]
- Список Білла Гейтса для читання на канікулах[34][35]
- Вестовер увійшла до списку 100 найвпливовіших людей 2019 року за версією журналу Time
- Книгу «Освічена» назвали однією з найкращих книг року журнали The Washington Post, Oprah Magazine, Time, NPR, Good Morning America, The San Francisco Chronicle, The Guardian, The Economist, The Financial Times, The New York Post, The Skimm, Bloomberg, Real Simple, Town & Country, Bustle, Publishers Weekly, The Library Journal, Book Riot і Нью-Йоркська публічна бібліотека
- Запрошена спікерка Seattle Arts & Lectures, 2019
- Премія Нью-Йоркського історичного товариства «Жінки в громадському житті»
- Премія Джеймса Джойса
- Премія Еванса Гандкарта